# Filicudi
Filicudi (9,5 km²) je jeden z Liparských ostrovů. Jeho nejvyšším vrcholkem je Fossa Felci 774 m n. m. Západní členité pobřeží ostrova je vhodné k potápění. U Capo Graziano se nacházejí archeologické vykopávky, základy kruhových staveb. Celý ostrov je administrativně součástí obce Lipari (comune di Lipari). Žije zde zhruba 160 stálých obyvatel. Na ostrově je i pláž vhodná ke koupání.

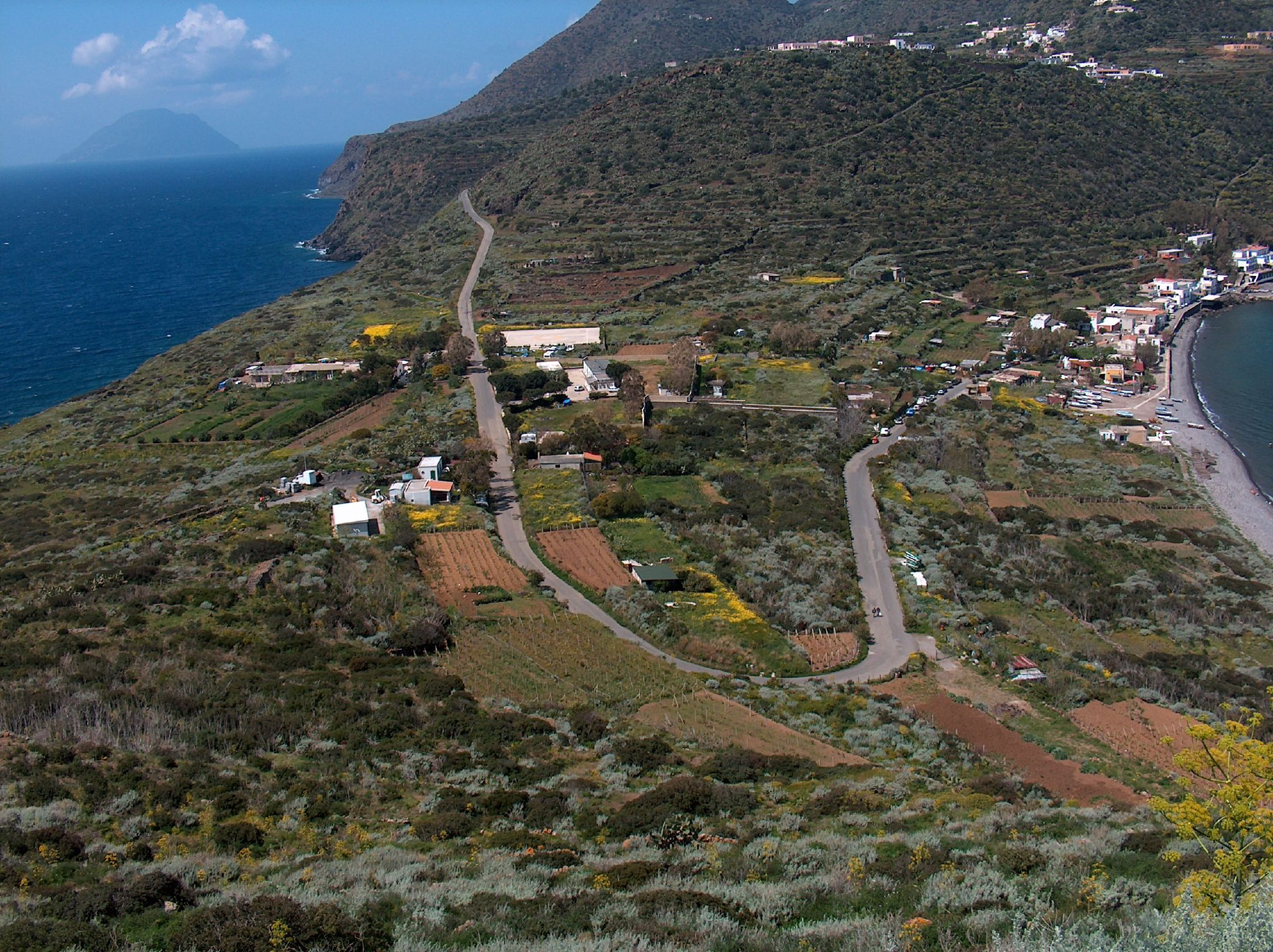
Piano del Porto
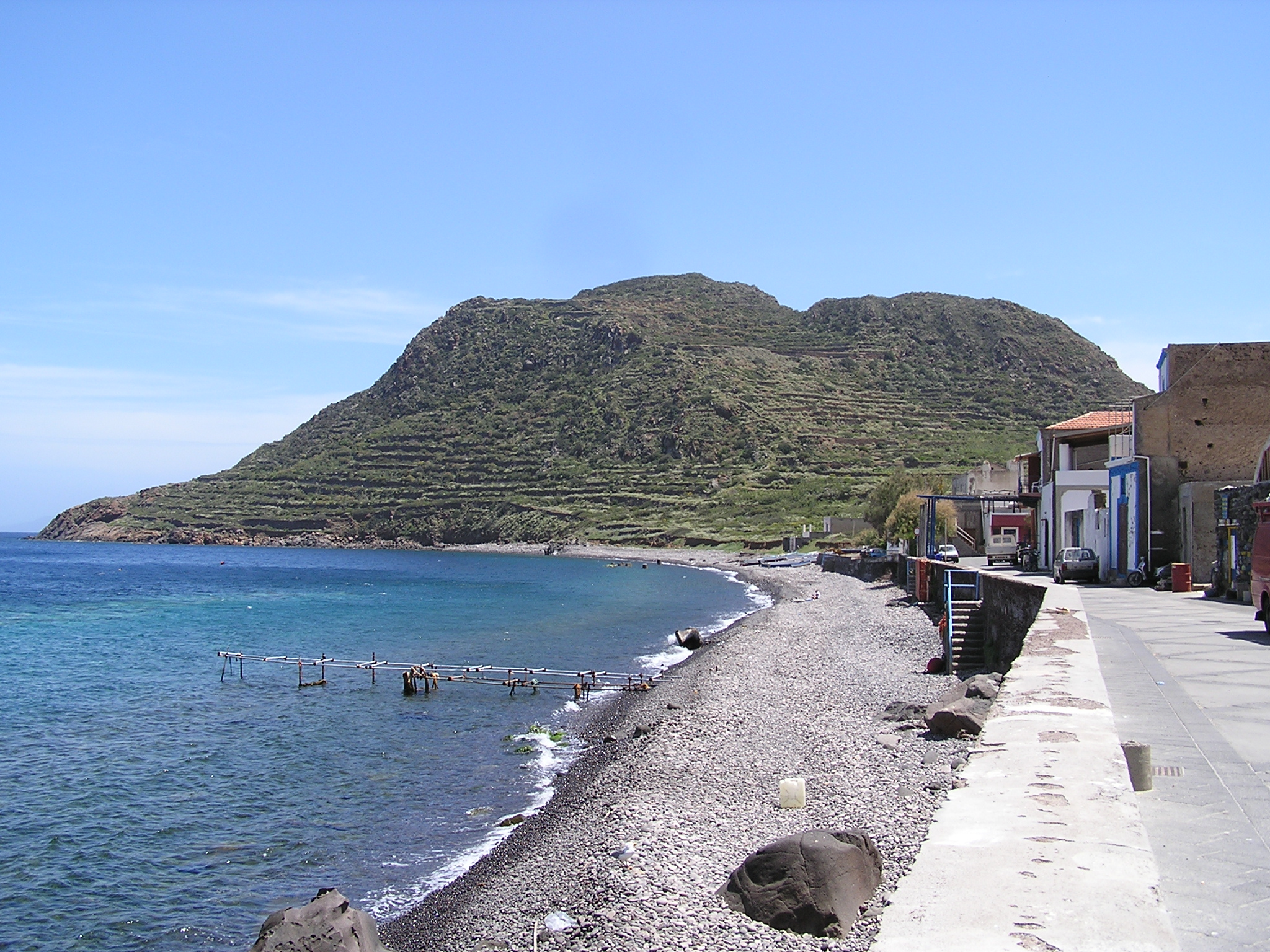
Capo Graziano
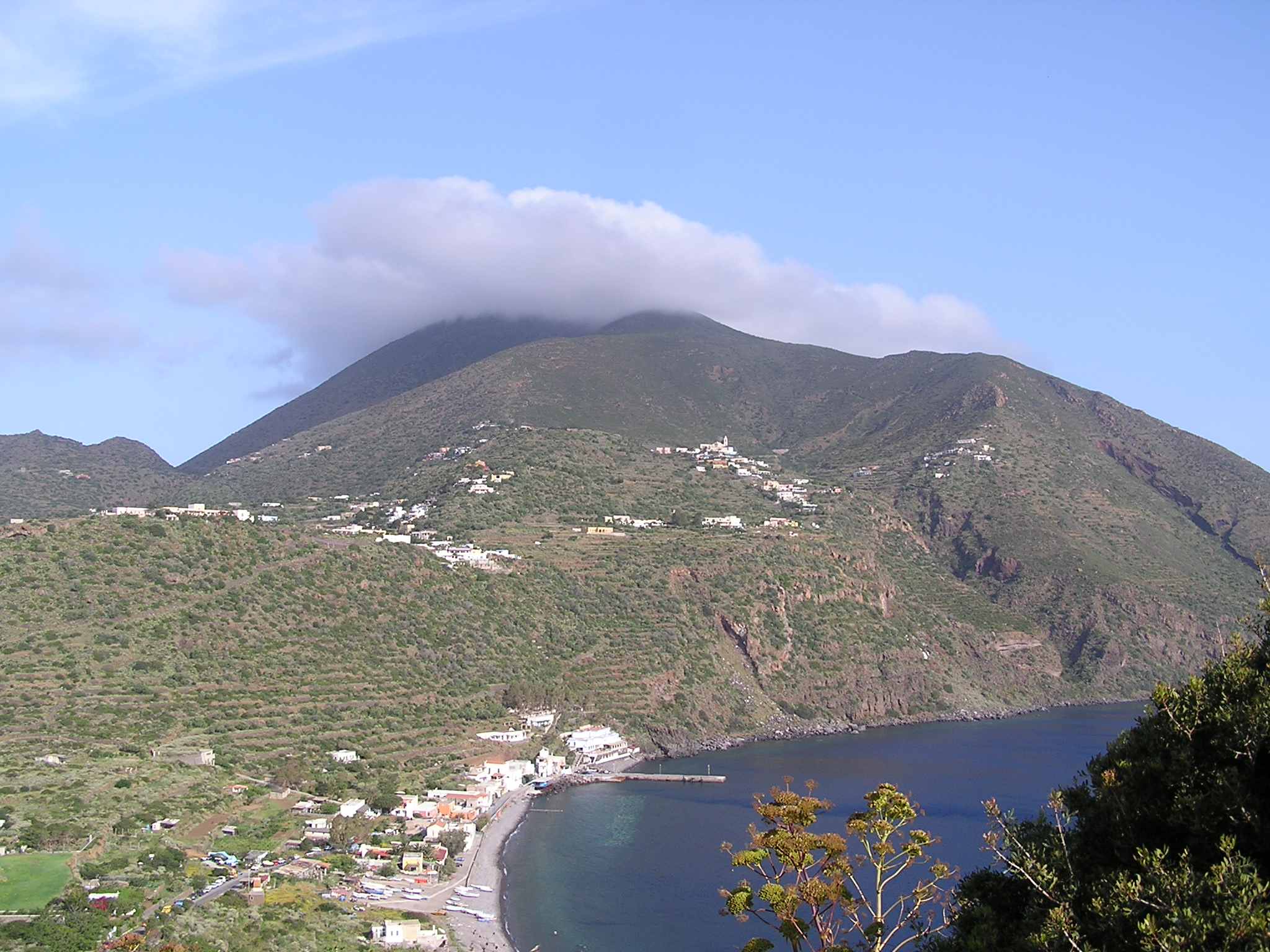
Fossa Felci